# Alessandro Spada
Alessandro Spada, italijanski duhovnik in kardinal, * 4. april 1787, Rim, † 16. december 1843, Rim.

## Življenjepis
23. junija 1834 je bil povzdignjen v kardinala in pectore.
6. aprila 1835 je bil imenovan za kardinala-diakona pri S. Maria in Cosmedin.